# Documento di riconoscimento in Italia
Il documento di riconoscimento in Italia è ogni documento ritenuto tale, emesso da una pubblica amministrazione italiana, aventi i requisiti prescritti dalla legge. L'ordinamento giuridico riconosce come equipollenti i documenti d'identità ed alcuni documenti di riconoscimento individuati dalla legge.
È considerato documento di identità in Italia, invece, ogni documento emesso dall'apposita amministrazione di uno Stato, con la principale finalità di dimostrare l'identità personale del titolare.

## Caratteristiche e validità
Sono identificati come documento di riconoscimento tutti i documenti, purché:
- siano muniti di fotografia del titolare;
- siano stati rilasciati da una pubblica amministrazione;
- siano su supporto cartaceo, magnetico o informatico;
- possano consentire l'identificazione personale del titolare.

I documenti di riconoscimento e di identità, di cui all'articolo 1, comma 1, lettere c), d) ed e), del D.P.R. 28 dicembre 2000 n. 445, rilasciati o rinnovati (ma non quelle semplicemente prorogati) successivamente all'entrata in vigore del decreto legge 9 febbraio 2012 n. 5, convertito in legge 4 aprile 2012 n. 35 hanno scadenza nel giorno del compleanno successivo allo scadere previsto per il documento, e avranno dunque una durata di una frazione d'anno superiore alla scadenza che si sarebbe altrimenti prevista.
Tuttavia come specificato dalla Circolare n. 7/2012, la proroga è prevista solo la prima volta che il documento viene emesso o rinnovato dopodiché, dal secondo rinnovo in poi, la scadenza resterà invariata a prescindere dal ritardo in fase di rinnovo. Analogamente, in caso di rinnovo anticipato, la scadenza successiva resterà il giorno del compleanno.

## Tipologie
I documenti riconosciuti come equipollenti sono:
- la carta d'identità italiana, nonché la ricevuta temporanea, rilasciata dall'ufficiale di anagrafe al momento della richiesta della carta di identità elettronica, ma solo finché il nuovo documento non viene consegnato fisicamente al titolare;[8]
- il passaporto italiano;
- la patente di guida;
- la patente nautica;
- la licenza di porto di armi;
- il libretto di pensione;
- il patentino di abilitazione alla conduzione di impianti termici;
- le tessere AT e BT, la Carta multiservizi della Difesa, nonché altri documenti di riconoscimento rilasciati da un'amministrazione dello Stato, purché munite di fotografia e di timbro o di altra segnatura equivalente.
- Le tessere di riconoscimento degli Ordini professionali[9]

### Patenti di guida
Secondo il D.P.R. 28 dicembre 2000, n. 445, e così come chiarito dal Ministero delle Infrastrutture e dei Trasporti e dell'Interno, le patenti di guida sono documenti equipollenti al documento di identità, anche nel nuovo modello senza indicazione di residenza.
Sono inesatte le informazioni diffuse sul web secondo le quali il più recente formato "europeo" della patente di guida in formato del tesserino plastificato, emessa dopo il 1º luglio 1999, non sarebbe accettato come documento di riconoscimento, a differenza della patente nel precedente formato cartaceo rosa.

### Tessere AT, BT ed ATe
Le tessere di riconoscimento rilasciate da un'amministrazione dello Stato sono riconosciute come documenti equipollenti alla carta d'identità dal 1940. Oggi, i dipendenti dello Stato, ai sensi del Decreto del presidente della Repubblica 28 luglio 1967, n. 851, possono richiedere per sé (modello AT, di colore verde) e per i loro familiari (modello BT, di colore azzurro) il rilascio di una tessera personale di riconoscimento avente le medesime caratteristiche e validità della carta d'identità italiana.
Per l'espatrio sussistono però limitazioni in quanto solo pochissimi paesi comunitari ed extra-comunitari accettano la tessera AT/BT al posto della carta d'identità. Viene ritenuta valida, spesso con limitazioni (solo per l'espatrio) in: Andorra, Austria, Croazia, Lettonia, Romania, San Marino, Slovacchia, Slovenia, Spagna, Svizzera e Turchia.
A partire dal 2003 il modello AT/BT per i dipendenti civili del Ministero della Difesa e per gli appartenenti alle Forze Armate è stato sostituito dalla Carta multiservizi della Difesa. Il Decreto legislativo 7 marzo 2005, n. 82, articolo 66 ha consentito che le tessere di riconoscimento potessero essere realizzate anche con modalità  elettroniche e contenere  le funzionalità della carta nazionale dei servizi  per consentire l'accesso per via telematica ai servizi erogati in rete dalle pubbliche amministrazioni. Le procedure per il rilascio e la produzione delle tessere elettroniche sono state stabilite con Decreto del Presidente del Consiglio dei ministri della Repubblica Italiana 24 maggio 2010, n.  e decreto del Ministro per la pubblica amministrazione 10 maggio 2012.
Dal 2020 i modelli AT sono in via di sostituzione con la versione elettronica, denominata ATe, che racchiude al suo interno anche altre funzioni quali la CNS (Carta Nazionale dei Servizi) e la firma digitale.

## Trasporto aereo
A prescindere dalle regole di Schengen, le compagnie aeree sono costrette dalle autorità italiane con riferimento all'art. 3 TULPS, a controllare un documento d'identità al momento dell'imbarco per verificare che corrisponda al nome nella carta d'imbarco.
Ryanair ha perso un contenzioso con ENAC presso il TAR del Lazio sui documenti d'identità accettabili a tal fine e dal 2010 ha acconsentito ad accettare altri documenti (nello specifico: "la carta d'identità, il passaporto e tutti i documenti di identità modello AT/BT rilasciati dalla Pubblica Amministrazione di cui al DPR 851 del 28 luglio 1967").

## Documento di riconoscimento e privacy
In Italia sono in vigore leggi e regolamenti (sia specifici che riguardanti la privacy) per stabilire le pochissime situazioni in cui sia obbligatorio - sia in ambito pubblico che privato - fornire (esibire, consegnare, trasmettere) un documento di riconoscimento o sia sufficiente rendere disponibili alcuni suoi elementi (tipicamente: numero, data di emissione, data di scadenza).